# Станіславка (пункт контролю)
47°43′41″ пн. ш. 29°15′23″ сх. д. / 47.72806° пн. ш. 29.25639° сх. д.
Станісла́вка — пункт пропуску через Державний кордон України на кордоні з Молдовою (невизнана республіка Придністров'я).
Розташований в Одеській області, Подільський район, в однойменному селі, через яке проходить автошлях Т 1624. Із молдавського боку розташований пункт пропуску «Веренкеу» поблизу села Воронкове, Рибницький район, на автошляху L155 у напрямку Рибниці.
Вид пункту пропуску — автомобільний. Статус пункту пропуску — міждержавний. 
Характер перевезень — пасажирський, вантажний.
Окрім радіологічного, митного та прикордонного контролю, пункт пропуску «Станіславка» може здійснювати лише фітосанітарний контроль.
Пункт пропуску «Станіславка» входить до складу митного посту «Котовськ» Південної митниці. Код пункту пропуску — 50010 37 00 (21).